# Јездра
Јездра (хебр. עֶזְרָא) је био јеврејски свештеник и писар који је након скоро 50 година вавилонског ропства извео јевреје из Вавилона у њихову постојбину - град Јерусалим - године 459. п. н. е. Јездра је поновно учврстио расејану јеврејску заједницу на темељу строгог поштовања Завета и закона. Према хебрејској Библији, он је био потомак Сраје, последњег првосвештеника који је служио у Првом храму, и близак рођак Џошуе, првог првосвештеника Другог Храма. Он се вратио из вавилонског изгнанства и поново увео Тору у Јерусалим. Према 1. Јездри, грчком преводу Јездрине књиге који се још увек користи у источном православљу, он је такође био првосвештеник. Рабинска традиција сматра да је био обичан члан свештенства.
Према Библији, Јездра је сузбио опасност по јеврејски идентитет који су представљали бракови Јевреја и нејевреја те установио коначно читање Закона. Јездра се због тога дубоко поштује у јеврејској традицији. Његово познавање Закона се сматрало равним Мојсијевом. Као Мојсије, Енох и Давид, и Јездра је добио почасни наслов „писар“ те се води као хебр. עזרא הסופר, или „Јездра писар“ у јеврејској традицији. По њему се зове старозаветна Књига Јездрина. Сматра се да су његово дело Прва књига дневника и Друга књига дневника.
Неколико традиција развило се око његовог места сахране. Једно предање каже да је сахрањен у Ал-Узаиру близу Басре (Ирак), док друго предање наводи да је сахрањен у Тадифу близу Алепа, у северној Сирији.
Књига Јездре описује како је он водио групу јудејских изгнаника који су живели у Вавилону у њихов родни град Јерусалим где је рекао да је успоставио поштовање Торе. Он је описан као подсећа израелски народ да се придржава закона Торе како не би ступали у бракове са људима појединих различитих религија, скуп заповести описаних у Петокњижју.
Јездра, познат као „Јездра писар“ у Хазалској литератури, је веома поштована личност у јудаизму.

## У хебрејској Библији
Канонска Књига Јездрина и Књига Немијина су најстарији извори за Језрину активност, док су многе друге књиге које се приписују Јездри (Прва Јездра, 3–6 Јездра) каснија књижевна дела зависна од канонских књига Јездра и Немија.
Књига Јездра–Немија је увек била писана као један свитак. У касносредњовековним хришћанским библијама, једна књига је била подељена на две, као Прва и Друга Јездра; и ова подела је постала јеврејска пракса у првим штампаним јеврејским Библијама. Модерне хебрејске Библије називају две књиге Јездра и Немија, као и други савремени преводи Библије. Неколико делова Јездрине књиге (4:8 до 6:18 и 7:12–26) написано је на арамејском, а већина на хебрејском, а сам Езра је био вешт у оба језика. Јездра је живео у Вавилону када га је седме године Артаксеркса I, краља Персије (око 457. п. н. е.), краљ послао у Јерусалим да поучи Божјим законима свакога ко их није познавао. Езра је повео велики број изгнаника назад у Јерусалим, где је открио да су се јеврејски мушкарци женили нејеврејкама. Поцепао је своју одећу у очају и признао грехе Израела пред Богом, а затим се одважио на противљење неких својих сународника да прочисте заједницу наметањем раскида грешних бракова. Неколико година касније Артаксеркс је послао Нехемију (јеврејског племића у својој личној служби) у Јерусалим као гувернера са задатком да обнови градске зидине. Када је овај задатак био завршен, Немија је дао Езри да прочита Мојсијев закон (Тору) окупљеним Израелцима, а народ и свештеници су ушли у савез да ће се придржавати закона и одвојити се од свих других народа.

## У каснијој књижевности периода Другог храма

### Апокалиптичне Јездрине традиције
Апокалиптичка четврта књига Јездре (која се понекад назива и 'друга књига Јездре' или 'трећа књига Јездре') написана је око 100. године, вероватно на хебрејско-арамејском, али сада опстаје на латинском, словенском и етиопском. У овој књизи, Јездра има седмоделно пророчко откривење, три пута разговара са анђелом Божјим и има четири визије. Јездра, тридесет година у вавилонском изгнанству (4 Јездра 3:1/2 Есдра 1:1), приповеда о опсади Јерусалима и уништењу Соломоновог храма. Централне теолошке теме су „питање теодицеје, Божије праведности пред тријумфом незнабожаца над побожнима, ток светске историје у смислу учења о четири царства, функције закона, есхатолошки суд, појављивање на Земљи небеског Јерусалима, месијански период, на чијем крају ће Месија умрети, крај овога света и долазак будућег, и последњи суд.“ Језра обнавља закон који је уништен паљењем храма у Јерусалиму. Он диктира 24 књиге за јавност (тј. Хебрејска Библија) и још 70 само за мудре (70 неименованих дела откровења). На крају се узноси на небо као Енох и Илија. Јездра се у овој књизи види као нови Мојсије.
Постоји још једно дело, за које се сматра да је под утицајем овог, познато као Грчка апокалипса Јездре.

## У исламу
У исламу је познат као Узаир (арап. عزير). Помиње се у Курану. Иако није помињан као један од посланика ислама, неки муслимански учењаци га сматрају једним од њих, на основу исламске традиције. Његова гробница у Ал-Узеру на обалама Тигриса у близини Басре, у Ираку, је место ходочашћа локалних Арапа из мочвара. Многи исламски учењаци и савремени западни академици не виде Узаира као „Јездру“; на пример, професор Гордон Дарнел Њуби повезује га са Енохом и Метатроном.

## Академско гледиште

### Хронологија
Научници су подељени око хронолошког низа активности Јездре и Нехемије. Јездра је дошао у Јерусалим „седме године краља Артаксеркса“. У тексту се не прецизира да ли се краљ у одломку односи на Артаксеркса I (465–424. п. н. е.) или на Артаксеркса II (404–359. п. н. е.). Већина научника сматра да је Јездра живео за време владавине Артаксеркса I, иако неки имају потешкоћа са овом претпоставком: Нехемија и Јездра „изгледа да немају знања један о другом; њихове мисије се не преклапају“, међутим, у Нехемији 12, обојица воде поворке на зиду у склопу церемоније посвећења зида. Дакле, они су очигледно били савременици који су заједно радили у Јерусалиму у време када су зид и град Јерусалим поново изграђени у супротности са претходно изнетим становиштем.“ Ове потешкоће навеле су многе научнике да претпоставе да је Јездра стигао у седме године владавине Артаксеркса II, односно неких 50 година после Нехемије. Ова претпоставка би имплицирала да библијски извештај није хронолошки. Последња група научника сматра „седму годину“ грешком писца и сматра да су њих двојица људи били савременици.

### Историчност
Мери Џоан Вин Лејт у Оксфордској историји библијског света верује да је Јездра био историјска личност чији је живот био побољшан у Светом писму и добио теолошку изградњу. Госта В. Ахлстром тврди да недоследности библијске традиције нису довољне да се каже да је Јездра, са својом централном позицијом „оца јудаизма“ у јеврејској традицији, био каснији књижевни изум. Они који се противе историчности Јездре тврде да стил презентације Јездре као вође и законодавца личи на Мојсијев. Такође постоје сличности између Јездре, свештеника-писца (али не и првосвештеника) и Нехемије, световног намесника с једне стране и Џошуе и Зоровавеља с друге стране. Јеврејски писац из раног 2. века п. н. е. Бен Сира велича Нехемију, али не помиње Јездру.
Ричард Фридман расправља у својој књизи Ко је написао Библију? да је Јездра тај који је редиговао Тору, и заправо ефективно произвео прву Тору. Тврдило се да чак и ако неко не прихвати документациону хипотезу, Јездра је био кључан у почетку процеса спајања Торе.